# عبد القادر الدبوني
عبد القادر الدبوني (1927-2008م) هو عالم بالدين والقانون من الموصل.

## ولادته
ولد عبد القادر بن فائق بن صالح بن عبد القادر يونس الدبوني في الموصل في جامع خزام واكمل دراسته الأولية فيها وكان والده فائق الدبوني 1886-1961 عالماً وفقيهاً ومفتياً واحد رواد الحركة الفكرية في العراق والموصل
وهو شقيق القاضي العراقي حازم الدبوني

## دراسته
انهى عبد القادر دراسته الأولية في الموصل
التحق بكلية الحقوق في بغداد وتخرج فيها عام1950
كان يواصل دراسته في العلوم الشرعية والدينية خلال مدة عمله وحصل على اجازة من الشيخ عمر النعمة عام 1964م.

## عمله
عمل بعد تخرجه محامياً
ثم عين قاضياً عام 1958 في المحاكم العراقية في الموصل والمقدادية وسوق الشيوخ وسامراء
احيل على التقاعد عام 1969
عاد إلى ممارسة المحاماة ونتيجة لنشاطه تعرض للاعتقال أكثر من مرة بعد ثورة الموصل عام 1959 بعد اعدام اخيه هاشم الدبوني أحد ضباط ثورة الموصل الذين اعدموا في ساحة ام الطبول.

## مولفاته
تضمن كتابه (الوجيز في المرافعات المدنية 1991) شرحاً وافياً لاحكام ومبادئء قانون المرافعات المدنية رقم 83لسنة 1969 وتناول فيه بحثاً رائداً في فقه المرافعات فيما يتعلق في الأعمال المعتادة واعمال السيادة أي ما يراه القضاء في مجاله المعتاد وما يخرج على مجاله القضائي فضلاً عن ادراجه قائمة بالنصوص التي تمنع المحاكم المدنية من النظر في شؤون المنازعات التي يحتوي عليها القانون أو يحد بعضاً منها.
واقترح كتابه (اسس توحيد القوانين العربية) تأليف مجمع علمي قانوني عربي يتولى هذه المهمة الصعبة وإنشاء هيئة اعلامية قانونية تتولى التصريف بجهود وهذا المجمع فضلاً عن اعداد فهرسة قانونية عربية شاملة يتولى تحقيقها المجمع المذكور وترتبط بجملتها بجامعة الدول العربية.

### المطبوعة
- النصوص الجزائية في القوانين العراقية 1917-1970
- الوجيز في المرافعات المدنية 1991
- اسس توحيد القوانين العربية

### المخطوطة
- التقاضي في الإسلام 3 أجزاء
- الأقضية النبوية والفتاوى والمعالجات الإدارية النبوية وانوار السيرة المحمدية
- التآمر والتظاهر على الإسلام
- الصحابي الجليل زيد بن ثابت
- المآسي الإنسانية
- فهرسة قانون العقوبات الجديد/نصوص الاحكام العامة والأفعال الإجرامية
- شرح الجديد في قانون العقوبات الجديد
- القوانين وضعها وتعديلها والغاؤها
- فهرسة القوانين العراقية 1917-1970
- فهرسة قرارات مجلس قيادة الثورة ومفاتيح الرجوع إليها
- شرح قانون العمل رقم (1) السنة 1958م
- الشريعة تعليمها وتطبيقها
- فروق دقائق المتشابهات

## وصلات خارجية
- آل الدبوني ودورهم في التاريخ - إبراهيم خليل العلاف - ملتقى أبناء الموصل 2011-05-16